# Diatreta

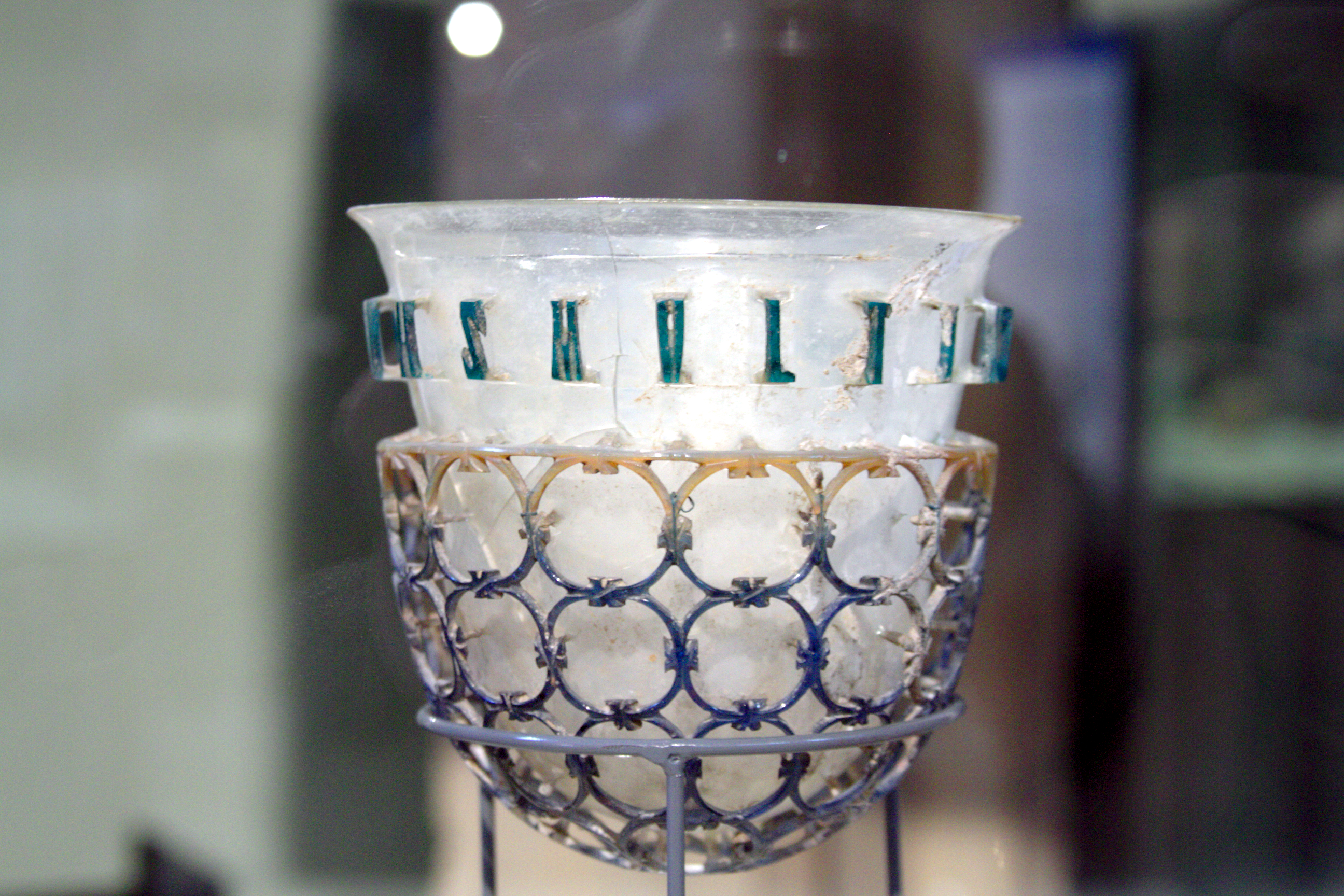
Instantánea de la Copa Trivulzio, que se exhibe en el Museo Arqueológico de Milán.

En la Antigua Roma, se llamaba diatreta a un vaso o copa de bronce o más generalmente de vidrio que se adornaba con labores de relieve o nielado. Debe su nombre a los diatretarii, o decoradores de vidrio en la antigua Roma. Era fabricado principalmente en Alejandría, Colonia y la Península itálica.
Se llamaba también diatreta a una técnica de fabricación de vidrio de lujo, consistente en cubrir este tipo de vasos o copas con otra capa del mismo material realizada en otro color con forma de red.

## Ejemplos
- Copa diatreta Trivulzio, siglo IV (Museo Arqueológico de Milán).